# Нийв Кавана
Нийв Кавана (на ирландски: Niamh Kavanagh) е певица от Република Ирландия, която представя страната си на Евровизия 2010 в Осло.
Тя печели конкурса Евровизия 1993 с песента In Your Eyes, която се превръща в голям хит.

## Биография
Нийв Кавана е родена на 13 февруари 1968 г. в Дъблин. Започва да се занимава с пеене още на млади години и през 1991 г. участва като основна певица в саундтрака на известния музикален филм The Commitments.
Докато работи в ирландска банка, Нийв се кандидатира да представи Ирландия на Евровизия 1993 с песента In Your Eyes на Джими Уолш. На родна земя в Милстрийт печели конкурса, с което тогава регистрира 5-а победа на Ирландия. Песента оглавява музикалните класации в Ирландия и влиза в Топ 40 на Великобритания.
В годините след това Нийв издава няколко самостоятелни албуми и сингли. Участва като гост-изпълнител в албума Inside I'm Singing на Secret Garden, където изпълнява песента Simply You по текст на Брендан Греъм. В последните десетина години Нийв живее в Северна Ирландия, където отглежда двете си деца и изнася редовни изпълнения на живо в местни заведения.